# Stolnica sv. Emerama, Nitra
Stolnica svetega Emerama, tudi bazilika svetega Emerama (slovaško Bazilika svätého Emeráma) je stolnica nad mestom Nitra v zahodni Slovaški z dodatnim naslovom manjša bazilika. Podobno kot stolnica sv. Vida na Praškem gradu stoji na ozemlju gradu Nitra. Cerkev je posvečena sv. Emeramu Regensburškemu in je stolna cerkev škofije Nitra.

## Zgodovina
Stolnico dejansko sestavljajo tri ločene cerkvene stavbe: romanska cerkev iz 11. stoletja, zgornja gotska cerkev iz 14. stoletja in spodnja cerkev iz 17. stoletja.
Najstarejši del je romanska cerkev sv. Emerama iz 11. stoletja, ki po novejših raziskavah stoji na temeljih iz 9. stoletja. V 13. stoletju jo je poškodoval požar, leta 1317 pa ga je uničila vojska oligarha Matúša Čáka III. Zaradi tega in zaradi naraščanja krščanskega prebivalstva na tem območju je bila med letoma 1333 in 1355 zgrajena enoladijska gotska cerkev, v katero je bila vključena stara cerkev. Od takrat služi kot kapitelj in kot zakladnica stolničnega zaklada. 1621-1642 je bila na pobudo nevtranskega škofa Telegdyja zgrajena spodnja cerkev na južni dolgi strani zgornje cerkve in na ozki strani romanske cerkve. Z zgornjo cerkvijo je povezana s stopniščem.
Potem ko grad po letu 1711 ni imel več strateške funkcije, so cerkve prezidali v baročnem slogu po načrtu Domenica Martinellija. Glavni oltar novonastale stolnice je bil posvečen leta 1732. Prezidava je bila končana leta 1736 in iz tega časa je tudi notranja oprema.

## Notranjost
Sedanja notranjščina cerkve sv. Emeráma je rezultat velike rekonstrukcije. Visok lesen križ s križanim Jezusom Kristusom na sodobnem oltarju iz zlatega oniksa je delo J. Pospíšila. Iz Rima je bila s posredništvom škofa  Karola Kmeťka prinesena dragocena relikvija posmrtnih ostankov sv. Cirila. Obiskovalce lahko zanimajo pisani vitraži Ľudovíta Fulle s figurama sv. Andreja in sv. Benedikta. Notranjost spodnje cerkve ni tako veličastna ali umetniško okrašena kot zgornja cerkev. Prostor bogati arhitekturno edinstven kiparski oltar, kiparsko okrasno najvrednejši umetniški spomenik celotne stolnice. Osrednji del oltarja predstavlja plastični relief Snemanje s križa avstrijskega kiparja Hansa Perneggerja. Pod glavno skulpturo je marmorni relief Polaganje v grob. Drugi spomeniki, ki pripadajo spodnji cerkvi, so trije nagrobniki nitrijskih škofov in trije stranski poznobaročni oltarji iz 18. stoletja.
V zgornji cerkvi je glavni oltar Odrešenika z mogočno stebrno arhitekturo. Dopolnjuje jo stropna freska avstrijskega slikarja Antona Galliartija. Vendar pa romanska cerkev nosi sledove obnove, izvedene v letih 1931-1933 pred državnim praznovanjem Pribinove slavnosti, in vsebuje dela sodobnih umetnikov, kot so František Pospíšil, Ľudovít Fulla ali Ladislav Majerský.
Med obnovitvenimi deli leta 2012 so za oltarjem odkrili freske iz 14. ali 15. stoletja. Velja za eno najdragocenejših slik na Slovaškem.
Orgle s 30 registri na dveh manualih in pedalu je leta 2016 izdelal Orgelbau Kögler.